# Idusa carinata
Idusa carinata là một loài chân đều trong họ Cymothoidae. Loài này được Richardson miêu tả khoa học năm 1904.